# Graal

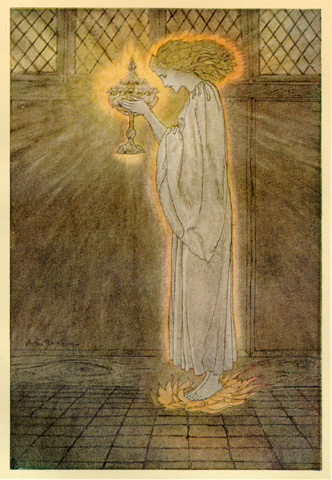
Den heliga graal i en illustration av Arthur Rackham.

Graal, även gral, eller den heliga graal, är enligt medeltida kristen tro den bägare ur vilken Jesus och lärjungarna drack vinet vid den sista måltiden. Graal kan också syfta på det kärl i vilket Josef av Arimathea samlade blodet som rann från Kristus vid hans korsfästelse. Enligt berättelsen var kalken gjord av en enda, med underbara krafter utrustad ädelsten. Graal skall ha förts bort av Josef av Arimathea och hamnat i Britannien där han enligt legenden verkade som apostel, men hans efterkommande förlorade den. Slutligen lyckades man enligt sagan återfinna graal. En tid skall den ha förvarats i ett tempel på berget Montsalvage, där en samling riddare höll vakt vid den. Den visade sin underbara kraft vid ett par tillfällen och upptogs sedan till himlen. 
Det har funnits många skilda åsikter om uppkomsten av sägnen om den heliga graal, graalsagan. Paulin Paris anser att en walesisk munk på 700-talet först berättat den. Andra forskare förklarar att den uppstått i början av 1100-talet i Spanien eller södra Frankrike genom sammansmältning av kristna och orientaliska element. Legenden utnyttjades av författaren Chrétien de Troyes i romanen "Perceval" (Parsifal) på 1100-talet och infördes i tyska poesien av Wolfram von Eschenbach på 1200-talet. Även Richard Wagner, Gustaf Fröding och Alf Hambe har fått inspiration av sagan.

## Etymologi
Man vet inte varifrån ordet gral kommer, men det sägs att Saint Gral (den heliga gral) skulle vara en avledning från "Sang real" eller "Sang royal", vilket dock anses felaktigt av vissa. Modernare källor menar att det skulle komma från senlatinets gradalis, vilket syftar på ett stort grunt fat eller en bordsuppsats för trappvis uppläggning av olika maträtter, vilket i så fall skulle förklara graalens egenskap att kunna frambringa all önskad mat och dryck.

## Modern mytologi kring Graal
I romanen Da Vinci-koden från 2003 framställs teorin att den heliga Graal (San Greal) ursprungligen stavades Sang Real, alltså kungligt blod. Graal uppges vara en metafor för Maria Magdalena. Boken utger sig dock inte för att vara annat än skönlitteratur (förutom att det i början av boken påstås att faktauppgifterna är korrekta). Dessutom är den långt ifrån först med att göra den kopplingen, t.ex. förekommer det i Camelot 3000, en tecknad science fiction-version av Artursagan som gjordes av Mike W. Barr och Brian Bolland för DC Comics.
Teorin med Sang Real behandlades i boken Heligt blod, helig Gral av Baigent, Leigh och Lincoln (1982).
Den Graal inspirerade den fransk sångerska och låtskrivare Nolwenn Leroy för hennes låt Mystère, släppt på hennes album Histoires Naturelles 2005: "Mais comment ai-je pu trouver normal ? / Que le Graal ne soit que de métal".